# Oviraptor
Oviraptor je maleni mongolski dinosaur teropod, kojeg je prvi otkrio paleontolog Roy Chapman Andrews, a prvi ga je opisao Henry Fairfield Osborn 1924. godine. Njegov latinski naziv znači "kradljivac jaja", što se odnosi na činjenicu da je prvi primjerak pronađen na hrpi jaja koja su smatrana Protoceratopsovim. Drugi dio naziv znači "ljubitelj ceratopsa", što se također odnosi na već spomenuto otkiće. Osborn je 1924. objasnio da mu je dato takvo ime jer je lubanja Oviraptora bila vrlo blizu jajima (dijelilo ih je samo četiri inča pijeska). Međutim, Osborn je također objasnio da nas naziv Oviraptor "može u potpunosti navesti na pogrešan zaključak što se tiče njegove ishrane i ponašanja." U 1990-im, otkriće oviraptoida Citipatija tijekom gniježđenja je potvrdilo Osbornove sumnje oko imena. To je otkriće pokazalo da su "Protoceratopsova jaja" vjerojatno pripadala samome Oviraptoru i da je primjerak zapravo ležao na njima.
Oviraptor je živio tijekom perioda kasne krede, prije oko 75 milijuna godina; definitivno je određen samo jedan primjerak (zajedno s jajima) iz formacije Djadokhta u Mongoliji, ali postoji još jedan mogući primjerak (također s jajima) iz sjeveroistočne regije Mongolije iz područja po imenu Bayan Mandahu.

## Opis
Oviraptor philoceratops je poznat od jednog nepotpunog skeleta (AMNH 6517), kao i od gnijezda koje sadrži oko 15 jaja koja su pripojena ovoj vrsti (AMNH 6508). 
Dok je postojao, Oviraptor je bio jedan od najpticolikijih dinosaura. Njegov prsni koš je pokazivao nekoliko osobina tipičnih za ptice, uključujući i grupu procesa na svakom rebru, koje su održavale prsni koš suhim. Nomingiai, srodniku Oviraptora, je pronađena trtica (grupa zbijenih kralježaka koji će kasnije držati repna pera ptica). Udubine u koži kod primitivnijih oviraptosaurida, poput Caudipteryxa i Protarchaeopteryxa, jasno pokazuju ekstenzivnu pokrivenost tijela perjem, pernata krila i pernati rep. Postojanje trtice pokazuje da su postojala repna pera i kod Nomingiae, što ukazuje na to da je ova osobina bila česta među oviraptosauridima. Uz to, pozicija u kojoj se Citipati gnijezdio pokazuje da su jaja pokrivali perjem na rukama. Budući da su anatomske sličnosti između ovih vrsta i Oviraptora velike, vrlo je vjerojatno da je i Oviraptor imao perje.
Oviraptora se tradicionalno prikazuje s prepoznatljivom krestom, kao kod kazuara. Međutim, ponovni pregledi nekoliko oviraptoida pokazuju da ova poznata vrsta s visokom krestom zapravo pripada rodu Citipati, srodniku Oviraptora. Oviraptor je vjerojatno imao krestu, ali njezina tačna veličina i oblik su nepoznati jer je lubanja jedinog priznatog primjerka zdrobljena.

## Klasifikacija
Oviraptor je u početku pripojen ornithomimidima od strane Osborna zbog bezubog kljuna. Osborn je također našao sličnosti s Chirostenotesom, koji se još uvijek smatra bliskim srodnikom Oviraptora. Barsbold je 1976. godine stvorio novu porodicu koja će sadržavati Oviraptora i njegove bliske srodnike, što Oviraptora čini nomenklaturalnim rodom porodice Oviraptoridae.
Dok je originalni primjerak Oviraptora bio u lošem stanju, a posebno slomljena i deformirana lubanja, noviji i potpuniji primjerci oviraptorida su pridodati ovom rodu u 1970-im i 1980-im. Barsbold je 1976. godine dodao još šest primjeraka rodu Oviraptor (uključujući IGM 100/20 i 100/21), ali su oni kasnije reklasifikovani u novi rod Conchoraptor. Jedan primjerak, IGN 100/42, je možda najpoznatiji zbog svoje dobro očuvane lubanje i veličine. Barsbold je 1981. ovaj primjerak klasifikovao u rod Oviraptor i on je reprezentirao Oviraptora u većini popularnih prikaza i u znanstvenim studijama oviraptorida. Međutim, ovaj je primjerak, sa svojom visokom krestom kao kod kazuara, bio ponovno ispitan i otkriveno je da nije toliko srodan Oviraptoru i smješten je u rod Citipati

## Ponašanje
Kao što njegov naziv to pokazuje, za Oviraptora se u početku smatralo da je jeo jaja, zbog povezanosti s fosiliziranim gnijezdom s jajima koja su pripojena Protoceratopsu. Ideju o čeljusti koja drobi je prvi predložio H. F. Osborn, koji je vjerovao da je bezubi kljun originalne lubanje, zajedno s ekstenzijom od nekoliko kostiju ispod ralja, mogao biti "alat za probijanje jaja". Barsbold je 1977. godine prosudio da je snaga kljuna bila dovoljna da probije ljušture školjki koje su pronađene u istoj geološkoj formaciji kao i Oviraptor. Već spomenute kosti formiraju dio glavne kosti gornje čeljusti (maxilla), čija se dva dijela konvergiraju na sredini i formiraju par šiljaka. Ostatak koštanog nepca je, za razliku od svih ostalih dinosaura, bilo prošireno ispod linije čeljusti i guralo bi se u prostor između bezube donje čeljusti. Kljun (rhamphotheca) je pokrivao rubove donje i gornje čeljusti i vjerojatno nepce, kako su pretpostavili Barsbold i Osborn. 
Otkriće primjerka Citipatija (srodnog oviraptorsaurida) tijekom gniježđenja je pokazalo da su jaja zapravo pripadala Oviraptoru, a ne Protoceratopsu, kao i to da se tipični primjerak vjerojatnije gnijezdio nego jeo jaja. Međutim, ne mora značiti da Oviraptor nije jeo i jaja, ali njegova ishrana ostaje nepoznata. Jedini potvrđeni skelet vrste Oviraptor philoceratops je imao u stomačnoj šupljini i fosilizirane ostatke guštera, što pokazuje da je on bio barem djelomično mesožder.

## U popularnoj kulturi
Zahvaljujući svojem bizarnom, pticolikom izgledu, kao i reputaciji kradljivca jaja, Oviraptor je vrlo popularan u znanstvenoj fantastici koja prikazuje dinosaure. Međutim, skoro svi popularni prikazi Oviraptora se zapravo baziraju na rekonstrukcijama jednog oviraptoida s visokom krestom, Citipatija, koji za sada nije priznat kao pripadnik roda Oviraptor.
Jedan istaknut primjer Oviraptora u znanstvenoj fantastici je njegovo pojavljivanje u knjizi Jamesa Gurneya, Dinotopia. Gurney ga je preimenovao u "Ovinutrix", što znači "njegovatelj jaja". Oviraptor se često prikazuje u filmovima s dinosaurima, poput Disneyjevog klasika Dinosaur, gdje je prikazan dok krade jaje Iguanodona. Pojavio se i u prvoj epizodi televizijske serije Discovery Channela Planet dinosaura, gdje se natječe za hranu s Velociraptorom. Oviraptor se također pojavio u nekoliko videoigara, uključujući i Dino Stalker i Dino Crisis 2, gdje je u stanju pljuvati otrov kao Dilophosaurus iz filma Jurski park. Ruby je mlada ženka Oviraptora koja se sprijatelji s dinosaurima u TV seriji Zemlje prije vremena.

## Drugi projekti
|  | Zajednički poslužitelj ima još gradiva o temi Oviraptor |
|  | Wikivrste imaju podatke o taksonu Ovirpatoru            |